# Amata eleonora
Amata eleonora är en fjärilsart som beskrevs av William Schaus 1928. Amata eleonora ingår i släktet Amata och familjen björnspinnare. Inga underarter finns listade i Catalogue of Life.